# 夜天光
夜天光（やてんこう）とは
1. 夜空の中で天体が視認できない部分からやってくる自然光の総称。本項で詳細を述べる。
2. 漫画『美少女戦士セーラームーン 』に登場する、架空の人物。 ⇒ 美少女戦士セーラームーンの登場人物#セーラースターライツを参照。
3. アニメーション映画『機動戦艦ナデシコ -The prince of darkness-』に登場する、架空の兵器。機動戦艦ナデシコの登場兵器#火星の後継者の兵器の項目を参照。

夜天光とは、夜空の中で特に明らかな天体が確認されず暗く見える部分からやってきている淡い光の総称である。すなわち天体を観測する際のバックグラウンドノイズに相当する。
夜天光は主にその光源によって大気光、黄道光、星野光の3種類に分類される。
大気光地球大気上層の気体分子や原子が宇宙線などによって励起されて放射する光
黄道光太陽系内の塵が太陽の光を散乱して見える光
星野光遠方の恒星や星雲などから放射されている光
これら3種類の光の夜天光全体への平均寄与は黄道光と星野光が約4割ずつを占め、大気光が残り2割を占める。
大気光は地平高度が低いほど視線方向の大気の厚みが厚くなるため強くなる。黄道光は塵の分布が黄道面に集中しているため、黄道付近以外での寄与は小さい。星野光は銀河系内の天体が主な源であるため、天の川の近くで強くなる。
夜天光の1平方秒当たりの等級は約22等である。